# レイク・クラーク国立公園

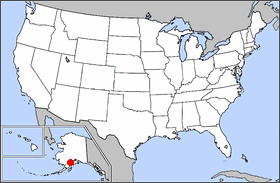
レイク・クラーク国立公園の位置

レイク・クラーク国立公園（レイク・クラークこくりつこうえん、Lake Clark National Park and Preserve）は、1980年アラスカ国家利益土地保護法 (w:Alaska National Interest Lands Conservation Act)に基づいて設立された、アラスカ州南西部にある米国の国立公園である。公園には、ブリストル湾 (w:Bristol Bay)のベニザケ漁業にとって重要な多くの川と湖がある。公園では、バラエティに富んだレクリエーションが年を通じて楽しめる。公園の面積は、16,308 km² (4,030,025 エーカー)である。

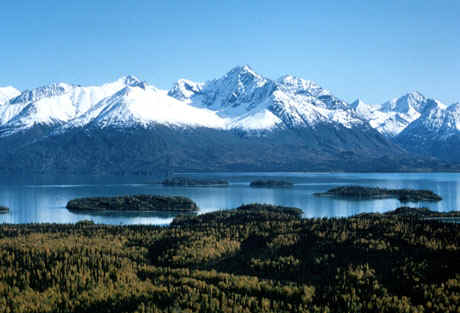
クラーク湖

この公園は、「アラスカのエッセンス」と呼ばれてきた。というのは、アンカレッジの南西のアラスカ半島の比較的小さい地域に集中しており、他のアラスカ州の公園を合わせても見出せない様々な見所があるからである。すなわち、3つの山脈（北からアラスカ山脈、南からアリューシャン山脈、そして公園にある起伏に富んだチグミット山脈 (w:Chigmit Mountains)）、2つの活火山（イリアムナ山 (w:Mount Iliamna)とリダウト山 (Mount Redoubt)）、東は多雨林のある海岸線（アラスカ南東部に似ている）、西はツンドラのある高原（アラスカの北部に似ている）、青緑色の湖（クラーク湖、ターコイズ湖 (Turquoise Lake)、ツイン湖 (w:Twin Lake)ほか）である。
公園に続く道路はなく、小型飛行機、フロート付き水上飛行機で行くのが最も良い方法である。この公園は、国立公園制度の中で最も訪問者が少ない公園の一つで、平均すると、年間訪問者数は5,000人未満である（2006年は、5,320人）。